# Cyclopes
Cyclopes és un gènere de pilosos de la família dels ciclopèdids. Durant molt de temps es cregué que era un grup monotípic, però un estudi publicat el 2018 n'identificà set espècies diferents basant-se en proves de filogenètica molecular, anàlisis de delimitació d'espècies, caràcters cranials, patrons cromàtics i l'estructura del pelatge. Tots els representants d'aquest gènere viuen a les Amèriques.